# Fahad Al-Muwallad
Fahad Mosaed Al-Muwallad (en árabe: فهد المولد; Yeda, 14 de septiembre de 1994) es un futbolista de Arabia Saudita, juega como extremo y su equipo es el Al-Shabab Club de la Liga Profesional Saudí.
En agosto de 2019 fue sancionado por el Comité Antidopaje de Arabia Saudita hasta el 9 de mayo de 2020 tras haberle sido detectado un estimulante metabólico en un análisis, habiendo así violado las regulaciones antidopaje.

## Trayectoria

### Categorías inferiores

#### Al Ittihad (2000-2011)
Nacido en Jeddah, Arabia Saudi, empezó a deslumbrar en el fútbol desde una temprana edad y se convirtió en un chaval bastante conocido en su zona local por su fútbol. Un ojeador del FC Barcelona se fijó en él, pero decidió rechazar para quedarse en su país y jugar para el Al-Ittihad en sus categorías inferiores a la edad de 6 años y con 15 años ya entrenaba con el primer equipo.

### Carrera profesional

#### Al Ittihad (2011-)
Fahad debuta oficialmente con el club el 7 de febrero de 2012 en un partido de liga contra el Al-Raed a la temprana edad de 16 años, el partido acabó con la derrota del Al-Ittihad por 2-0. Durante el resto de temporada jugaría cinco partidos más entre los cuales logró su primer gol contra el club chino GZ Evergrande en un partido de la Liga de Campeones de la AFC, pero su gol no evitó la derrota por 2-1 de su club.
En la temporada 2012-13 empezó a darse a conocer por todo el fútbol asiático como una de las mejores promesas del mundo, en esta temporada logró marcar 10 tantos en los 26 partidos que disputó y logró marcar su primer gol la Liga Profesional Saudí. Además fue elegido como MVP de la Copa del Rey de Campeones tras sus buenas actuaciones en la competición, copa que además lograría ganar su club esa misma temporada tras vencer en la final al Al-Shabab, Fahad la jugó y marcó un gol.
Su primer gol en el clásico saudí contra el Al Hilal lo marcó el 20 de septiembre de 2013, pero pese a su gol, perdieron 5-2 en su propio estadio. En esta temporada 2013-14 lograría 5 dianas en 36 partidos.
El 27 de abril de 2015 logró marcar un gol de chilena que fue muy celebrado, aportando uno de los cuatro goles que concluyeron la victoria de su equipo frente al Al-Taawon por 4-3.

#### Cesión al Levante U. D. (2018)
En el mercado inviernal de 2018 llegó cedido al Levante U. D. por un acuerdo que tienen algunos clubes de la LFP con Arabia Saudí y los clubes que participaban en este proyecto debían incorporar un promesa saudita en sus filas. En su llegada al club, algunos expertos alabaron su calidad con calificativos como "el Cristiano o Messi de Arabia Saudí". Logró hacer su debut en primera división jugando once minutos contra el C. D. Leganés el 7 de mayo de 2018, tras casi cinco meses en el club. Pese a ello fue el primero de los nueve sauditas incorporados en clubes españoles en debutar. Su periplo en el club granota terminó el 19 de mayo de 2018 al disputar los últimos 15 minutos del partido ante el R. C. Celta de Vigo que perdieron por cuatro a dos.

## Selección nacional

### Participaciones en Copas del Mundo
| Mundial                     | Sede     | Resultado        | Partidos | Goles |
| --------------------------- | -------- | ---------------- | -------- | ----- |
| Copa Mundial Sub-20 de 2011 | Colombia | Octavos de final | 4        | 1     |
| Copa Mundial de 2018        | Rusia    | Primera fase     | 3        | 0     |

## Clubes
| Club                   | País           | Año       |
| ---------------------- | -------------- | --------- |
| Al-Ittihad             | Arabia Saudita | 2011-2022 |
| Levante U. D. (cedido) | España         | 2018      |
| Al-Shabab Club         | Arabia Saudita | 2022-     |

## Vida privada
El 12 de septiembre de 2024 fue ingresado en la UCI después de caer por un balcón en su apartamento de Dubái. Una semana después, y todavía en estado crítico, fue trasladado a Riad.